# Gärdserums kyrka
Gärdserums kyrka är en kyrkobyggnad i Bodsgård i Linköpings stift. Den är församlingskyrka i Åtvids församling.

## Kyrkobyggnaden
Nuvarande stenkyrka uppfördes 1851 till 1853 och invigdes 16 april 1857 av biskop Johan Jacob Hedrén. Detta var en av de första kyrkorna i Sverige som byggdes i nygotisk stil. Ritningarna var gjorda av F.W. Scholander och byggmästare var Jonas Jonsson.
Kyrksalen är treskeppig med rymliga läktare över sidoskeppen.
Tidigare fanns här en medeltida stavkyrka, Gärdserums gamla kyrka, från omkring 1300 med kor och sakristia av sten, som revs 1854.
Få förändringar har genomförts på nuvarande kyrka. 1916 flyttades predikstolen något åt väster. 1972 försågs korets tre fönster med glasmålningar av Eric Elfwén.

## Inventarier
En gravsten samtida med gamla kyrkan finns bevarad. Den latinska texten lyder på svenska Här ligger Margareta, dotter till herr Filip Ulvsson.
Även en hel del medeltida inventarier är bevarade, bland annat ett mycket vackert triumfkrucifix som troligen härstammar från 1300-talet och sannolikt är tillverkat av samme bildhuggare som gjort krucifixet i Linköpings domkyrka. Från gamla kyrkan återfinns även nattvardssilver, ljuskronor av malm och storklockan. Merparten av inredningen är samtida med nuvarande kyrka och utförd efter Scholanders ritningar.

### Orgel
- 1750 bygger Jonas Wistenius, Linköping, en orgel med 7 stämmor.
- 1857 bygger Marcussen & Son, en orgel med 18 stämmor, fördelad på två manualer och pedal.
- 1956 bygger A. Mårtenssons orgelfabrik, Lund en orgel med mekanisk traktur, och elektropneumatisk registratur. Fasaden är från 1857 års orgel. Orgeln har två fria kombinationer.

Disposition:
| Huvudverk I       | Svällverk II   | Pedal           | Koppel |
| Principal 8’      | Gedackt 8’     | Subbas 16’      | I/P    |
| Rörflöjt 8’       | Fugara 8’      | Principal 8’    | II/P   |
| Oktava 4’         | Principal 4’   | Gemshorn 8’     | II/I   |
| Flöjt 4'          | Rörflöjt 4'    | Rörpommer 4'    |        |
| Kvinta 2 2/3      | Oktava 2'      | Rauschpipa 5 ch |        |
| Waldflöjt 2'      | Larigot 1 1/3' | Fagott 16'      |        |
| Sesquialtera 2 ch | Scharf 4 ch    | Klarin 4'       |        |
| Mixtur 5 ch       | Rankett 16'    |                 |        |
| Trumpet 8'        | Dulcian 8'     |                 |        |
|                   | Tremulant      |                 |        |

### Webbkällor
- Tjustforum
- Åtvidabergs kommun
- anläggningspresentation